# Joseph Beeken
Joseph Armand Léon Beeken (ur. 5 kwietnia 1904 w Liège, zm. 5 lutego 1948 w Heers) – belgijski bokser.

## Kariera sportowa
Beeken brał udział na Igrzyskach Olimpijskich w 1924 roku, gdzie uczestniczył w zawodach wagi średniej. Zdobył wówczas brązowy medal.